# Abidjã
Abidjã, Abijã ou Abijão (em francês: Abidjan, nome também usado em português) é a capital econômica e a maior cidade da Costa do Marfim. Localizada na Laguna de Ébrié, junto ao golfo da Guiné, é caracterizada por um alto nível de industrialização e urbanização e também um importante centro comercial e cultural regional da África Ocidental. De acordo com o censo de 2014, sua população  era de 4,7 milhões, o que representa 20% da população total do país, e isso também a torna a sexta cidade mais populosa da África, depois de Lagos, Cairo, Quinxassa, Dar es Salaam e Joanesburgo. É também uma das cidades de língua francesa mais populosas da África.
O seu desenvolvimento iniciou-se em 1904, ligado ao término do caminho-de-ferro, Abidjã-Níger, que mais tarde se prolongou para norte, até Burquina Fasso. A cidade expandiu-se rapidamente após a construção de um novo cais em 1931, seguido de sua designação como capital da então África Ocidental Francesa em 1933. A conclusão do Canal Vridi em 1951 permitiu que a cidade se tornasse um importante porto marítimo. Abidjã permaneceu a capital costa-marfinense após sua independência da França em 1960.
Em 1983, a cidade de Iamussucro foi designada como a capital política oficial da Costa do Marfim. No entanto, Abidjã manteve oficialmente um status como a "capital económica" do país, por ser a maior cidade do país e o centro da sua atividade econômica. Ademais, quase todas as instituições políticas e missões diplomáticas estrangeiras continuam localizadas em Abidjã. O Distrito Autónomo de Abidjã, que engloba a cidade e alguns dos seus subúrbios, é um dos 14 distritos da Costa do Marfim.
É uma área fértil na produção de café, cacau e frutas, como banana e ananás. No ramo industrial, as principais manufacturas são os têxteis, os produtos metálicos, o vestuário, os plásticos, a borracha e o petróleo. Na cidade situam-se a Universidade Nacional da Costa do Marfim, vários museus, bibliotecas e parques.

## História

### Era colonial

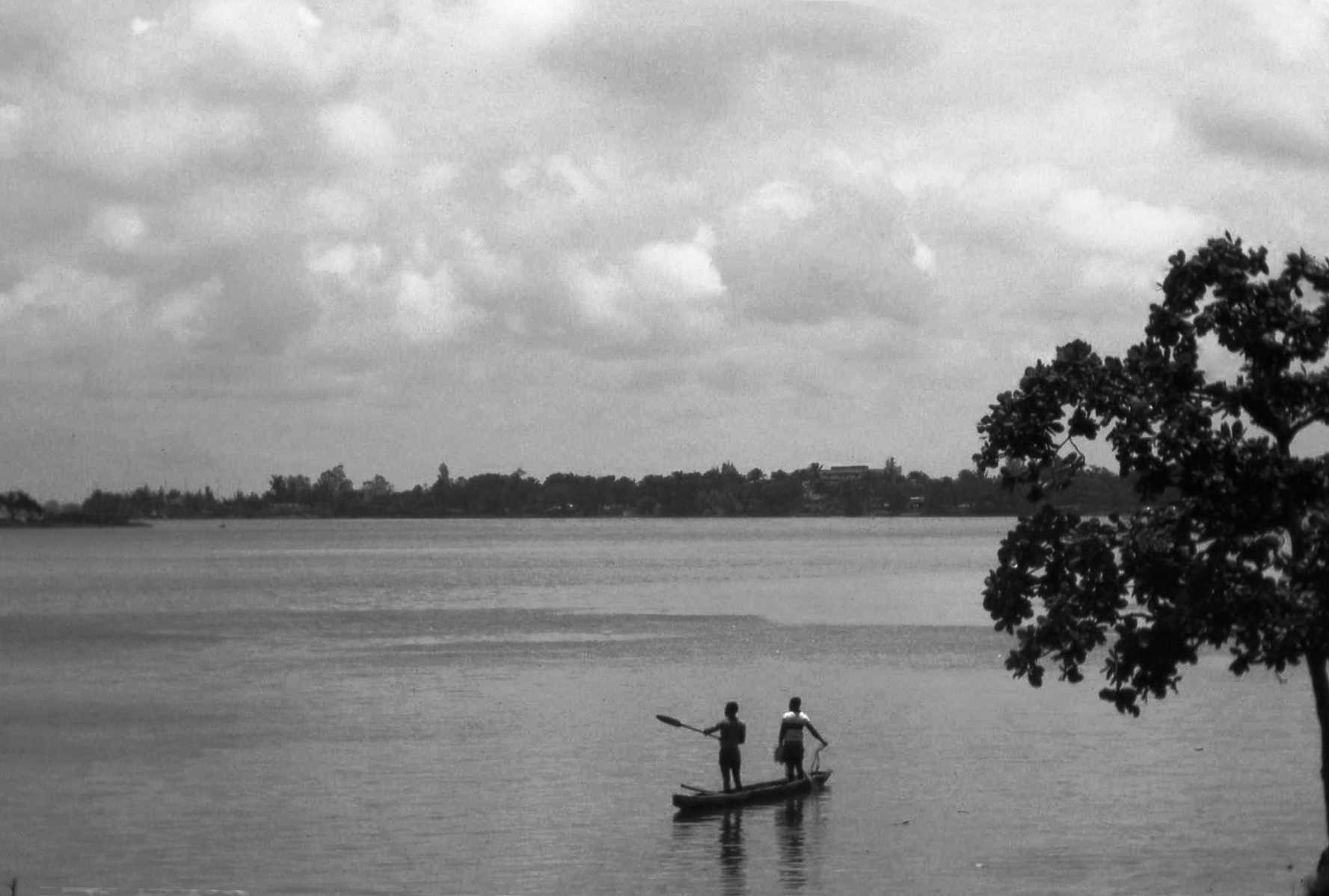
Barqueiros de Abidjã

Abidjã era originalmente uma pequena vila de pescadores Atchan . Em 1896, após uma série de epidemias mortais de febre amarela, os colonos franceses que inicialmente se estabeleceram em Grand-Bassam decidiram mudar-se para um local mais seguro e em 1898 escolheram a localização atual de Abidjã. Em 1903 tornou-se oficialmente uma cidade. Os colonos foram seguidos pelo governo colonial, criado em 1899. Mas então a vizinha Bingerville se tornou a capital da colônia francesa, de 1900 a 1934.
A futura Abidjã, situada à beira da lagoa n'doupé ("a lagoa em águas quentes"), oferecia mais terras e maiores oportunidades para expansão comercial. O cais em Petit Bassam (hoje Port-Bouët ), ao sul da cidade, rapidamente ultrapassou o cais de Grand-Bassam em importância e se tornou o principal ponto de acesso econômico à colônia. Em 1904, o terminal ferroviário estava localizado na área de Port-Bouët, em Abidjan. A partir de 1904, quando Bingerville ainda não estava concluída, Abidjã se tornou o principal centro econômico da colônia da Costa do Marfim e um canal privilegiado para distribuição de produtos para o interior da Europa, principalmente por meio da comunidade libanesa, que estava ganhando importância.
Em 1931, Plateau e o que se tornaria Treichville foram conectados por uma ponte flutuante, mais ou menos onde hoje fica a Ponte Houphouët-Boigny . O ano de 1931 também viu pela primeira vez que endereços começaram a ser atribuídos às ruas de Abidjã. O projeto de endereçamento foi temporariamente concluído em 1964, sob a liderança do prefeito Konan Kanga, e depois malfeito no estilo americano em 1993.
Abidjã tornou-se a terceira capital da Costa do Marfim por decreto de 1934, depois de Grand-Bassam e Bingerville . Várias aldeias em Tchaman ficaram desertas. O líder da comunidade Tchaman ainda pode ser encontrado em Adjame ("centro" ou "encontro" em Tchaman), ao norte do Planalto.
Ao sul do distrito de Plateau (o atual distrito central da cidade de Abidjã), a vila de Dugbeo foi transferida para o outro lado da lagoa, para Anoumabo, "a floresta dos morcegos frugívoros", que se tornou o bairro de Treichville (hoje conhecido como Commikro, cidade dos escriturários). Treichville foi renomeada em 1934, em homenagem a Marcel Treich-Laplène (1860–1890), o primeiro explorador da Costa do Marfim e seu primeiro administrador colonial, considerado seu fundador. Em vez de Dugbeyo, fica a atual Avenida Treich-Laplénie, a estação de ônibus e os ônibus aquáticos da lagoa em Plateau, e a Avenida Charles de Gaulle (comumente chamada de Rue du Commerce).
A cidade foi planejada como a maioria das cidades coloniais, em um plano de grade . Le Plateau ("m'brato" em Tchaman) era habitado por colonos. No norte, a cidade era habitada pelos colonizados. As duas zonas eram separadas pelo Quartel Militar Gallieni, onde hoje fica o atual tribunal.
Perto do porto, originalmente chamado de Boulevard de Marseille, os colonos ficaram na defensiva e roubaram uma placa de uma rua famosa de Marselha, renomeada como rua Canebière, uma pista de areia. Esta é a lenda por trás dos primeiros moinhos de óleo Blohorn, em Cocody, e uma pista de corrida foi construída no sul da cidade.
Em Le Plateau, na década de 1940, foi construído o Bardon Park Hotel, o primeiro hotel com ar condicionado em funcionamento na África francófona .
A lagoa de Abidjã tornou-se ligada ao mar quando o Canal Vridi, com 15 m de profundidade, foi concluído em 1950. Logo Abidjã se tornou o centro financeiro da África Ocidental. Em 1958, foi concluída a primeira ponte que ligava a Ilha Petit-Bassam ao continente.

### Pós-independência
Quando a Costa do Marfim se tornou independente em 1960, Abidjã se tornou o novo centro administrativo e econômico do país. O eixo ao sul de Treichville, em direção ao aeroporto internacional e às praias, tornou-se o coração da Abidjã europeia e da classe média. A cidade viu um crescimento populacional considerável nas décadas seguintes à independência, expandindo de 180.000 habitantes em 1960 para 1.269.000 em 1978. O horizonte de Abidjan remonta à prosperidade económica deste período.
Novos bairros, como o sofisticado Cocody, foram fundados durante esse período; construído em grande parte em estilo colonial, Cocody se tornou o lar das classes abastadas da Costa do Marfim, bem como de expatriados e diplomatas estrangeiros. O distrito abriga a embaixada da França, o Hotel Ivoire (que por muito tempo foi o único hotel africano a ter uma pista de patinação) e, desde 2009, a maior embaixada dos EUA na África Ocidental.
A construção da Catedral de São Paulo, projetada pelo arquiteto italiano Aldo Spirito, começou com a inauguração da pedra fundamental em 1980 pelo Papa João Paulo II e foi concluída em 1985. A partir da década de 1980, a sorte de Abidjã declinou devido à negligência por parte das autoridades, bem como à corrupção e à degradação geral. Em 1983, a vila de Iamussucro se tornou a nova capital política da Costa do Marfim sob a liderança do presidente Félix Houphouët-Boigny, que nasceu em Iamussucro.
De 2002 a 2007 e especialmente de 2010 a 2011, Abidjã sofreu as consequências da Primeira e Segunda Guerras Civis da Costa do Marfim . Em novembro de 2004, um conflito armado eclodiu entre as forças francesas e as forças marfinenses leais a Laurent Gbagbo depois que a Força Aérea Marfinense atacou forças de paz francesas no norte da Costa do Marfim. Depois de a França ter destruído as capacidades aéreas da Costa do Marfim em retaliação, grupos pró-Gbagbo organizaram motins e pilhagens em Abidjã e atacaram casas, escolas e empresas francesas. Forças de paz francesas entraram na cidade para acalmar a situação. Outras crises durante o primeiro período da guerra civil incluem o caso do Probo Koala em 2006, em que produtos descartados fizeram com que milhares de moradores procurassem atendimento médico. Os conflitos civis na Costa do Marfim impactaram seriamente a situação de segurança em Abidjã. No meio dos motins anti-franceses de Novembro de 2004, 4.000 prisioneiros em Abidjã escaparam da maior prisão do país.
Abidjã foi um dos principais palcos da crise marfinense de 2010-2011 e o local de grandes manifestações contra o atual presidente Gbagbo, incluindo uma no Dia Internacional da Mulher em 2011, na qual vários manifestantes foram mortos pelas forças de Gbagbo. O fim da crise chegou com a captura de Gbagbo em Abidjã, em Abril de 2011, após uma grande ofensiva das forças leais ao vencedor das eleições , Alassane Ouattara, com o apoio da França e da ONU.

## Geografia

### Clima
| Dados climatológicos para Abidjã         | Dados climatológicos para Abidjã | Dados climatológicos para Abidjã | Dados climatológicos para Abidjã | Dados climatológicos para Abidjã | Dados climatológicos para Abidjã | Dados climatológicos para Abidjã | Dados climatológicos para Abidjã | Dados climatológicos para Abidjã | Dados climatológicos para Abidjã | Dados climatológicos para Abidjã | Dados climatológicos para Abidjã | Dados climatológicos para Abidjã | Dados climatológicos para Abidjã |
| Mês                                      | Jan                              | Fev                              | Mar                              | Abr                              | Mai                              | Jun                              | Jul                              | Ago                              | Set                              | Out                              | Nov                              | Dez                              | Ano                              |
| ---------------------------------------- | -------------------------------- | -------------------------------- | -------------------------------- | -------------------------------- | -------------------------------- | -------------------------------- | -------------------------------- | -------------------------------- | -------------------------------- | -------------------------------- | -------------------------------- | -------------------------------- | -------------------------------- |
| Temperatura máxima recorde (°C)          | 35,0                             | 35,7                             | 34,9                             | 35,0                             | 34,9                             | 36,2                             | 34,0                             | 32,0                             | 32,1                             | 32,8                             | 35,0                             | 33,7                             | 36,2                             |
| Temperatura máxima média (°C)            | 30,5                             | 31,0                             | 31,1                             | 31,2                             | 30,4                             | 28,7                             | 27,4                             | 26,9                             | 27,6                             | 29,2                             | 30,5                             | 30,3                             | 29,6                             |
| Temperatura média (°C)                   | 26,8                             | 27,7                             | 27,9                             | 27,7                             | 26,9                             | 25,8                             | 24,7                             | 24,5                             | 25,6                             | 26,8                             | 27,4                             | 27,0                             | 26,6                             |
| Temperatura mínima média (°C)            | 23,5                             | 24,6                             | 24,9                             | 24,9                             | 24,6                             | 23,7                             | 22,9                             | 22,1                             | 22,3                             | 23,6                             | 24,4                             | 23,8                             | 23,8                             |
| Temperatura mínima recorde (°C)          | 14,7                             | 16,0                             | 19,0                             | 15,9                             | 18,5                             | 18,6                             | 17,1                             | 17,2                             | 15,2                             | 17,5                             | 19,5                             | 16,5                             | 14,7                             |
| Precipitação (mm)                        | 16,3                             | 48,9                             | 106,7                            | 141,3                            | 293,5                            | 561,8                            | 205,7                            | 36,8                             | 80,5                             | 137,7                            | 143,3                            | 75,1                             | 1 847,6                          |
| Dias com precipitação                    | 3                                | 4                                | 9                                | 11                               | 19                               | 22                               | 12                               | 8                                | 11                               | 14                               | 16                               | 9                                | 138 2 020_dprecip :200           |
| Umidade relativa (%)                     | 84                               | 86                               | 83                               | 82                               | 84                               | 86                               | 85                               | 86                               | 89                               | 87                               | 83                               | 83                               | 85                               |
| Insolação (h)                            | 183                              | 212                              | 226                              | 210                              | 192                              | 117                              | 115                              | 121                              | 141                              | 202                              | 225                              | 208                              | 2 152                            |
| Fonte: Deutscher Wetterdienst            |                                  |                                  |                                  |                                  |                                  |                                  |                                  |                                  |                                  |                                  |                                  |                                  |                                  |
| Fonte 2: Danish Meteorological Institute |                                  |                                  |                                  |                                  |                                  |                                  |                                  |                                  |                                  |                                  |                                  |                                  |                                  |